# Municipio de Solon (Dakota del Norte)
El municipio de Solon (en inglés: Solon Township) es un municipio ubicado en el condado de Hettinger en el estado estadounidense de Dakota del Norte. En el año 2010 tenía una población de 22 habitantes y una densidad poblacional de 0,24 personas por km².

## Geografía
El municipio de Solon se encuentra ubicado en las coordenadas 46°24′29″N 102°7′5″O / 46.40806, -102.11806. Según la Oficina del Censo de los Estados Unidos, el municipio tiene una superficie total de 93.15 km², de la cual 92,96 km² corresponden a tierra firme y (0,2 %) 0,19 km² es agua.

## Demografía
Según el censo de 2010, había 22 personas residiendo en el municipio de Solon. La densidad de población era de 0,24 hab./km². De los 22 habitantes, el municipio de Solon estaba compuesto por el 100 % blancos. Del total de la población el 0 % eran hispanos o latinos de cualquier raza.